# Ildibad
Ildibad († 541) byl v letech 540–541 králem Ostrogótů sídlících v první polovině 6. století na Apeninském poloostrově. První zmínka o jeho osobě pochází z období, kdy byl velitelem města Verony. Jediný skromný text o jeho životě pochází z pera byzantského historika a Ildibadova současníka Prokopia z Kaisareie.

## Životopis
Dříve než byl Ildibad zvolen na ostrogótský trůn, velel jako urozený muž posádce města Verony. Když se byzantskému vojevůdci Belisarovi po jeho vítězném tažení proti Gótům vzdávala jednotlivá města do ochrany, rozhodl se tak učinit i Ildibad. Jedním z důvodů byl fakt, že Belisar nalezl v Ravenně jeho potomky. Avšak sám se do Ravenny nevypravil, jelikož císař Justinián odvolal Belisara z Itálie. Když se o této zprávě dozvěděli urození Gótové, chtěli se pokusit o vzpouru a svým králem zvolit jednoho z nejvýznamnějších mužů ze svého středu Uraia. Ten však titul nepřijal a na jeho doporučení byl králem zvolen Ildibad. Důvodem byla skutečnost, že byl mužem nadmíru energickým a na vrcholu síly a očekávalo se od něj, že bude schopen vést Ostrogóty do další války. Byl také synovcem vizigótského náčelníka Theuda a urození Ostrogóti doufali, že jeho přítomností by se stal boj proti Římu mnohem úspěšnějším. Po svém zvolení Ildibad svolal významné Góty na jedno místo, kde s nimi ujednal, že dříve než se Belisar odebere do Konstantinopole, pokusí se jej přimět k jeho původnímu slibu, jímž se (ze strategického záměru) zavázal stát se císařem Italiků i Gótů. Byzantský vojevůdce však tentokrát vyslancům tuto nabídku kategoricky odmítl a odebral se na cestu. Správou Itálie byli místo něj pověřeni velitelé Ioanus a Bess.
Jakmile se Ildibad dozvěděl, že Belisar odplul z Ravenny, shromáždil kolem sebe Góty i římské vojáky, kteří toužili po změně, a začal budovat základy pro svou nadvládu nad Itálií. Zpočátku jeho armádu tvořilo pouze tisíc mužů a ovládal jediné město Ticinum. V krátké době se však k němu přidali všichni obyvatelé Ligurie a Venetie. Díky špatné správě italských zemí pozbývali římští vojáci ochotu proti Gótům bojovat a jediná armáda, jež měla vůli se s Ildibadem střetnout, byl oddíl Herulů pod velením generála Vitalia. K bitvě došlo u města Tarvisa a Herulové utrpěli drtivou porážku.

Nedlouho poté došlo k události, jež předznamenala Ildibadův pád. Uraiova žena, prý kvůli šatům, urazila manželku Ildibadovu. Ten prve Uraiu před Góty osočil, že chce uprchnout k nepřátelům a posléze jej nechal úkladně zavraždit. Tímto činem si však znepřátelil svůj lid, který si velmi dobře uvědomoval, že Uraiova smrt byla zbytečná. Mnoho Gótů svého krále veřejně odsoudilo, ovšem nikdo nechtěl urozeného muže pomstít. Ildibadovou nemesis se stal až Gepid Velas. Velas byl Ildibadův osobní strážce a ucházel se o půvabnou dívku, do níž byl zamilovaný. Avšak Ildibad jej vyslal na výpravu proti nepříteli a mezitím dívku provdal za jiného muže. Po návratu z výpravy se Gepid rozhodl urážku pomstít královraždou. Domníval se též, že tímto činem se zavděčí všem Gótům. Svůj úmysl provedl na hostině, jíž Ildibad pořádal pro své šlechtice.
| „           | Bylo zvykem, že v době hostiny míval král kolem sebe kromě mnohých i svou tělesnou stráž. Když natáhl ruku pro jídlo a seděl na podušce s ohnutou hlavou, Velas ho najednou udeřil mečem do šíje tak prudce, že král ještě držel v prstech jídlo a hlava se mu kutálela na stůl k úděsu a hrůze všech přítomných. To byla pro Ildibadu odplata za to, že usmrtil Uraiu. | “ |
| — Prokopios | |   |

#### Prameny
- PROKOPIOS Z KAISAREIE. Válka s Góty. Překlad Pavel Beneš. Praha: Odeon, 1985. 438 s.